# 법원 (법의 근원)

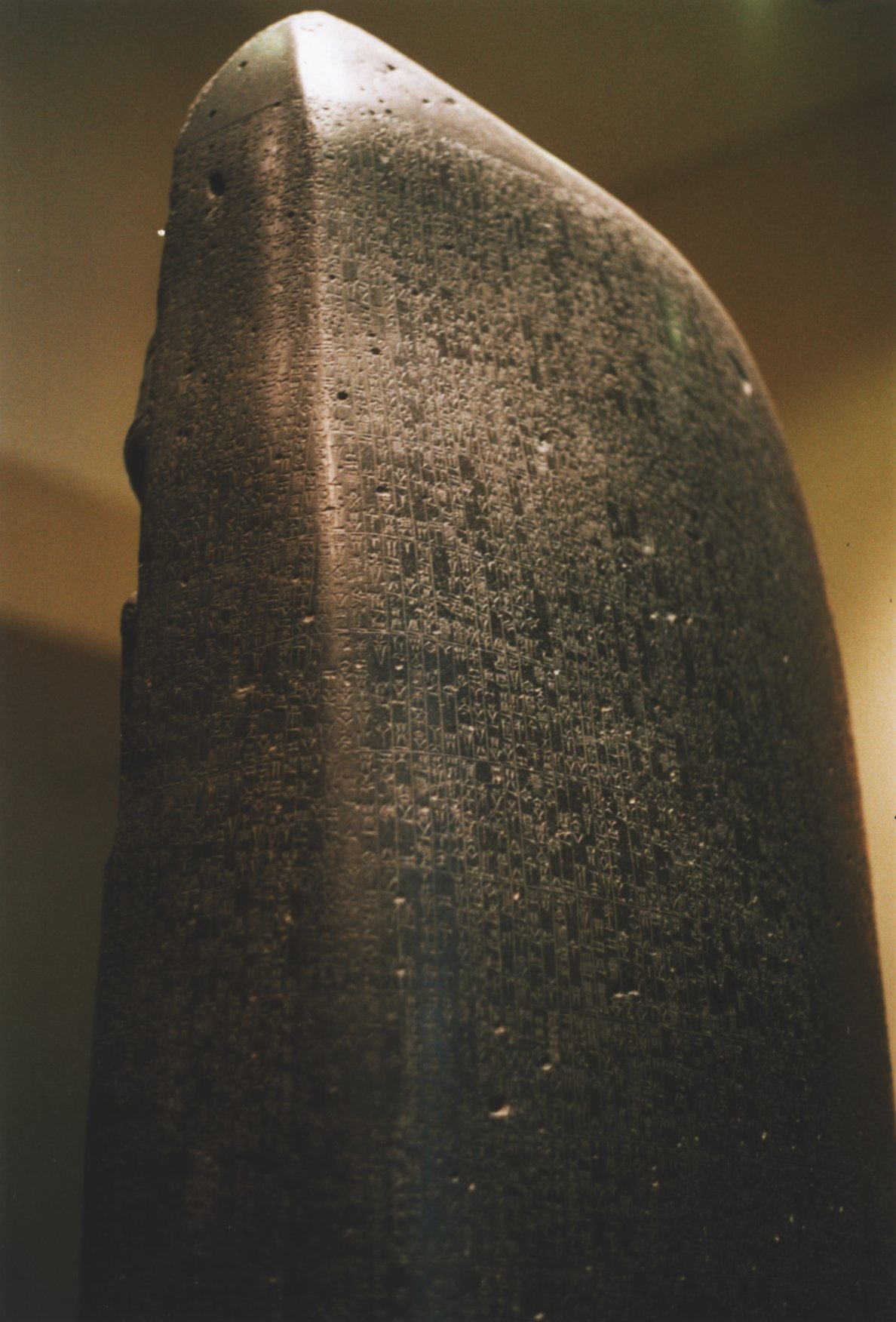

법원(法源)은 법의 존재형식 또는 현상상태를 말한다. 법원이란 법을 아는 데는 무엇을 보면 되는가, 또 법은 어디에서 비롯되는가의 문제를 말한다.

## 학설
- 광의설 - 법원을 재판준칙으로 본다. 따라서, 일반규범 이외에 계약도 법원이 된다고 본다. 논리적으로 조리와 판례의 법원성을 긍정한다.
- 협의설 - 법원을 일반규범으로 본다. 계약의 법원성을 부정한다. 논리적으로 조리와 판례의 법원성을 부정한다.

대한민국의 판례는 조리법은 긍정하나 판례법은 부정한다. 판례는 판례일 뿐 판례법은 아니라고 하여 법원성을 부정한다.

## 민법
사람들은 이른바 "육법전서(六法全書)"에 실려 있는 "민법"을 보면 알 수 있다고 생각할는지 모르나 결코 이것만 보아서는 민법을 알 수 있는 것이 아니며, 또 <민법전(民法典)>에서만 민법이 나오는 것도 아니다. 우리들 상호간의 생활을 규율하는 실질적인 민법의 법원은 다음에 열거하는 바와 같이 많은 종류가 있다. 다만 대한민국은 독일이나 프랑스 등과 마찬가지로 성문법국(成文法國)에 속하고 있으므로 법전에 기록된 민법이 법원 중에서 가장 중요한 지위를 차지하고 있다. 그러나 영국이나 미국 등의 판례법국(判例法國)에서는 판례법이 중요한 지위를 차지하고, 법전은 판례법을 수정한다든지 명확하게 한다든지 또는 일정한 한정된 사항에서 상세하게 규율하기 위해서만 제정되는 데 불과하다.
대한민국 민법 제1조는 "민사에 관하여 법률에 규정이 없으면 관습법에 의하고 관습법이 없으면 조리에 의한다."고 규정하여 민법의 법원이 법률, 관습법, 조리임을 밝히고 있다.

## 조리의 법원성(法源性)
대한민국 법에서 조리가 법원이냐 아니냐 하는, 조리의 개념에 관해서는 견해가 갈려 있다.

### 긍정설
자연법론의 입장은 이를 긍정하고 있다. 이와 같이 조리를 법원으로 파악하는 견해에 의하면, 조리를 "사물의 본성", "사물 또는 자연의 이치", "사물의 본질적 법칙", "사물의 도리", "사람의 이성을 기초로 한 규범" 등으로 이해하며, 민법상 법률과 관습법이 존재하지 않는 경우에 보충적 법원성을 인정한다. 이 견해에 의하면, 조리는 법률이나 관습법과 같이 객관적으로 존재하는 규범으로 이해되고 있다. 이 견해에 따르면 대한민국 민법 제1조는 "민사에 관하여 법률에 규정이 없으면 관습법에 의하고 관습법이 없으면 조리에 의한다"라고 규정하고 있으므로 민사재판에서 성문법이나 관습법이 없는 경우에는 조리가 재판의 근거가 된다는 것을 명백히 나타내고 있다. 한국의 판례는 조리법을 인정한다.

### 부정설
법실증주의 내지 실정법 중심주의적 경향의 입장은 이를 부정하고 있다. 법규범이 흠결되는 경우에 이를 보충하는 해석상·재판상의 기준, 방법으로 파악하는 이 견해에 의하면, 조리는 유추해석·반대해석·일반원칙추출방법이라고 이해한다. 다시 말하면, 조리는 법원이 흠결되어 있는 경우에, 이를 보충하기 위하여 사용되는 해석방법이다.

## 국제법
국제사법재판소규정 제38조는 재판준칙을 규정하고 있지만, 국제법의 법원을 규정한 가장 권위있는 출처로 인정받고 있다.
국제사법재판소규정 제38조
1. 재판소는 재판소에 회부된 분쟁을 국제법에 따라 재판하는 것을 임무로 하며, 다음을 적용한다.
가. 분쟁국에 의하여 명백히 인정된 규칙을 확립하고 있는 일반적인 또는 특별한 국제협약
나. 법으로 수락된 일반관행의 증거로서의 국제관습
다. 문명국에 의하여 인정된 법의 일반원칙
라. 법칙결정의 보조수단으로서의 사법판결 및 제국의 가장 우수한 국제법 학자의 학설. 다만, 제59조의 규정에 따를 것을 조건으로 한다.
2. 이 규정은 당사자가 합의하는 경우에 재판소가 형평과 선에 따라 재판하는 권한을 해하지 아니한다.

## 같이 보기
- 법학